# 宝勝寺 (名古屋市)
宝勝寺（ほうしょうじ）とは、愛知県名古屋市守山区市場にある曹洞宗の寺院である。山号を玉峯山と称する。

## 概略
創建は1650年（慶安3年）、諸説あり。1637年（寛永14年）に大永寺七世大渓良澤和尚が、松平清康の菩提を弔うために建立。その縁により、大永寺の末寺となっている。
現在も葵の紋のついた厨子に入った清康の位牌が安置されている。清康の墓石は、土居址にあったが、今は疎林の中の池畔に移されている。
1876年（明治9年）、守山小学校が境内に設立された。その後、字町北に移転。
1877年（明治10年）12月24日には、守山村字秦江にあった紫光山龍雲寺を併呑している。